# Hanhikarit (ö i Birkaland)
Hanhikarit är en ö i Finland. Den ligger i sjön Iso-Tarjanne och i kommunen Virdois i den ekonomiska regionen  Övre Birkalands ekonomiska region  och landskapet Birkaland, i den södra delen av landet, 230 km norr om huvudstaden Helsingfors. Öns area är 1 hektar och dess största längd är 170 meter i nord-sydlig riktning.  Notera att namnet antyder att det är fråga om flera öar.